# Старосалтівська волость
Старосалтівська волость — адміністративно-територіальна одиниця Вовчанського повіту Харківської губернії.
Найбільші поселення волості станом на 1914 рік:
- слобода Старо-Салтове — 6538 мешканців.
- слобода Верхньо-Салтове — 8092 мешканців.
- слобода Перша Рубіжна — 1478 мешканців.
- слобода Друга Рубіжна — 1694 мешканці.
- слобода Молодова — 1993 мешканці.
- слобода Піщана — 2563 мешканці.

Старшиною волості був Безкровний Григорій Антонович, волосним писарем — Журба Ілля Тарасович, головою волосного суду — Дегтярьов Герасим Васильович.